# Cantón de Puylaurens
El cantón de Puylaurens era una división administrativa francesa, que estaba situada en el departamento de Tarn y la región de Mediodía-Pirineos.

## Composición
El cantón estaba formado por diez comunas:
- Appelle
- Bertre
- Blan
- Cambounet-sur-le-Sor
- Lempaut
- Lescout
- Poudis
- Puylaurens
- Saint-Germain-des-Prés
- Saint-Sernin-lès-Lavaur

## Supresión del cantón de Puylaurens
En aplicación del Decreto nº 2014-170 de 17 de febrero de 2014, el cantón de Puylaurens fue suprimido el 22 de marzo de 2015 y sus 10 comunas pasaron a formar parte del nuevo cantón de El Pastel.